# Sør-Varanger
Sør-Varanger (em lapônico setentrional: Máttá-Várjjat, em kven: Etelä-Varenki, em finlandês: Etelä-Varanki, em russo: Сёр-Вара́нгер) é uma comuna da Noruega, localizada em Finnmark, com 3967,0 km² de área e 9 463 habitantes (censo de 2004). A sua sede é Kirkenes.

## Toponímia
Varanger (em nórdico antigo: Ver(j)angr) era originalmente o nome de um fiorde, e sør significa "sul". Ver designa uma vila de pescadores, e angr significa "fiorde". O nome provavelmente originalmente se referia ao fiorde estreito hoje chamado de Meskfjorden. Antes de 1918, o nome era escrito Sydvaranger. Até 1964 existia também um município chamado Nord-Varanger agora reunido no município de Vadsø.

## História
Os habitantes do território eram originalmente os Lapões chamados escoltos. Este grupo lapão se deslocou ao longo das costas e do interior muito antes da fixação das fronteiras. No século XVI, eles foram convertidos ao cristianismo ortodoxo, e até hoje, a Capela de São Jorge em Neiden, que data de 1565, demonstra a influência oriental.
Em 1826, os territórios anteriormente disputados foram divididos entre a Noruega e a Rússia (a Finlândia sendo então um principado russo), o que levou a grandes dificuldades para os Sámi. O estado norueguês também encorajou os colonos noruegueses a se estabelecer na região, onde eles construíram igrejas luteranas para contrabalançar a herança ortodoxa. Durante o século XIX, os colonos finlandeses (os Kvens) chegaram aos vales, e a partir de 1906 os Noruegueses afluíam em grande número no início da exploração das minas de ferro em Kirkenes.
Em 1906, Sydvaranger abriu a mina de Bjørnevatn ; quatro anos depois, a mina foi conectada ao porto de Kirkenes pela ferrovia de Kirkenes-Bjørnevatnbanen, a linha ferroviária mais setentrional do mundo. Esta mina foi fechada em 1996.
Sør-Varanger foi separada do município de Vadsø em 1 de julho de 1858.
No final de Segunda Guerra Mundial, cerca de 2 500 pessoas se refugiaram em Bjørnevatn em um túnel, que existe ainda hoje.

## Personalidades ligadas
- Vegard Ulvang (10 de outubro de 1963–), esquiador de cross country
- John Savio (1902–1938), artista sami
- Aksel Konrad Mikkola (nascido em 17 de junho de 1891), ex-parlamentar (Arbeiderpartiet)